# 安东尼奥·斯库利
安东尼奥·斯库利（西班牙語：Antonio Scull，1965年9月10日—），古巴棒球运动员。他曾代表古巴参加1996年、2000年和2004年夏季奥林匹克运动会棒球比赛，获得二枚金牌和一枚银牌。